# Taula de marees

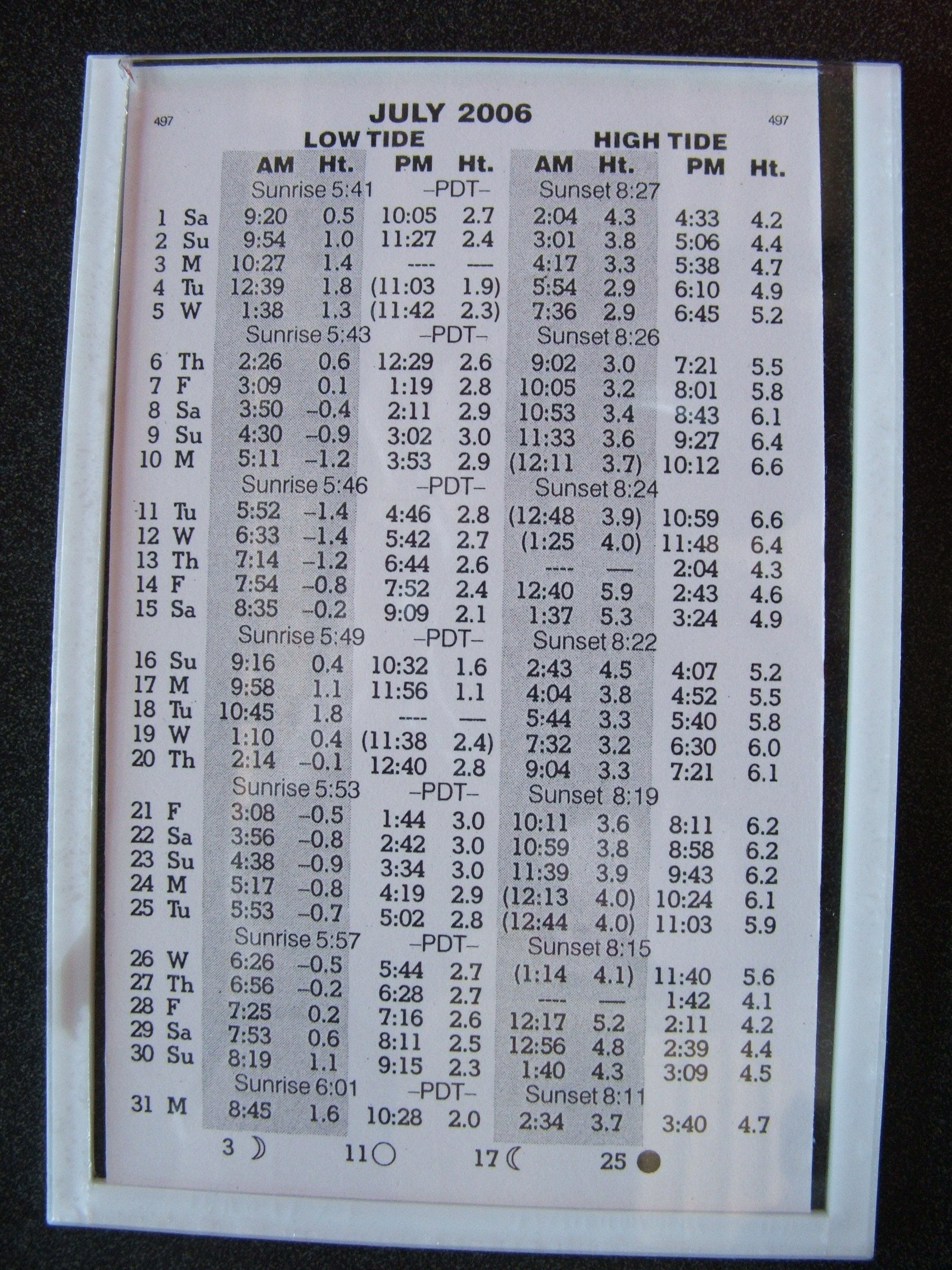
Una taula de marea per al Monterey Bay Aquarium

Les taules de marea, de vegades anomenades gràfics de marea, s'utilitzen per a la predicció de marees i mostren els temps diaris i nivells de marees altes i baixes, normalment per una ubicació particular. Les altures de marea en temps intermedis (entre alta i baixa marea) es poden aproximar utilitzant la regla de dotzens o calculada amb més precisió utilitzant una corba de marea publicada per a la ubicació. Normalment, els nivells de marea es donen en relació amb un vertical datum d'aigua baixa, per exemple, la dada mitjana d'aigua baixa (MLLW) als Estats Units.

## Publicació i Abast
Taules de marea són publicades en diverses formes, com taules en suport de paper i taules disponibles a Internet. La majoria de taules de marea són calculades i publicades només per ports importants, els anomenats "ports estàndards", i només per un estàndard — d'any els ports poden ser relativament propers o a centenars de quilòmetres. Els temps de marea per un port menor són calculats per la marea-usuari de taula a mà calculant utilitzant el temps publicat i diferències d'alçada entre un port estàndard i el port menor.

## Dates i temps
Les dates de pleamar i baixamar, separades set dies aproximadament, es poden determinar per les altures de les marees a les taules clàssiques de marea: una petita variació indica baixamar i una variació gran indica pleamar.
El cicle de marees depèn de la fase de la lluna, amb les marees més altes que es produeixen a la vora de la lluna plena i la lluna nova. Com que el cicle lunar és de 29,5 dies, les marees successives són aproximadament 24/29 d'una hora més tard cada dia o aproximadament 50 minuts, però moltes altres observacions i consideracions són necessàries per desenvolupar taules de marea precises. A la costa atlàntica del nord-oest d' Europa, l'interval entre cada baix i alt marea és d'unes 6 hores i 10 minuts, amb dos marees altes i dues marees baixes cada dia, amb les marees més altes uns 2 dies després de la lluna plena.

## Càlcul
La predicció de marees ha estat molt afectada pel problema dels càlculs laboriosos; i en èpoques anteriors, abans de l'ús d'ordinadors digitals, les taules de marea oficials sovint eren generades emprant una màquina de càlcul per a usos especials, la "màquina de predicció de marees".